# Baltic League 2019
La Baltic League 2019 è la 5ª edizione dell'omonimo torneo di football americano.

## Squadre partecipanti
| Club                | Città    | Stadio | Sponsor ufficiale | Risultato nella stagione 2018 |
| ------------------- | -------- | ------ | ----------------- | ----------------------------- |
| Kaunas Dukes        | Kaunas   |        |                   |                               |
| Vilnius Iron Wolves | Vilnius  |        |                   |                               |
| Warsaw Eagles U21   | Varsavia |        |                   |                               |

## Stagione regolare

### 1ª giornata
| 8 settembre 2019 | Vilnius Iron Wolves | 6 – 0 (0-0 0-0 6-0 0-0) | Kaunas Dukes |  |

### 2ª giornata
| 21 settembre 2019 | Kaunas Dukes | 15 – 46 | Warsaw Eagles U21 |  |

### 3ª giornata
| 12 ottobre 2019 | Kaunas Dukes | 14 – 20 | Vilnius Iron Wolves |  |

### 4ª giornata
| 20 ottobre 2019 | Vilnius Iron Wolves | 20 – 26 | Warsaw Eagles U21 |  |

### 5ª giornata
| 10 novembre 2019 | Warsaw Eagles U21 | 24 – 0 (a tavolino) | Kaunas Dukes |  |

### 6ª giornata
| 17 novembre 2019 | Warsaw Eagles U21 | 12 – 12 | Vilnius Iron Wolves |  |

### Classifica
La classifica della regular season è la seguente:
- PCT = percentuale di vittorie, G = partite giocate, V = partite vinte, P = partite perse, PF = punti fatti, PS = punti subiti

| Pos. | Squadra             | PCT  | G | V | N | P | PF  | PS |
| ---- | ------------------- | ---- | - | - | - | - | --- | -- |
| 1    | Warsaw Eagles U21   | .875 | 4 | 3 | 1 | 0 | 108 | 47 |
| 2    | Vilnius Iron Wolves | .625 | 4 | 2 | 1 | 1 | 58  | 52 |
| 3    | Kaunas Dukes        | .000 | 4 | 0 | 0 | 4 | 29  | 96 |

## Verdetti
- Warsaw Eagles U21 Campioni Baltic League 2019